# ŽNK Podovi Dvor
ŽNK Podovi je ženski nogometni klub iz Dvora.

## Povijest
Ženski nogometni klub Podovi osnovan je u ljeto 2006. godine kao ženska sekcija ŠNK Podovi iz Dvora i broji 32 članice. 
Klub se trenutačno ne natječe u ligaškom natjecanju već igra na raznim turnirima.

## Poveznice
- Hrvatski nogometni savez

## Vanjske poveznice
- Unski Biseri - blog ŽNK Podovi Dvor   Arhivirana inačica izvorne stranice od 20. svibnja 2007. (Wayback Machine)
- Službene stranice Općine Dvor - ŠNK Podovi Dvor